# Blea Beck
Der Blea Beck ist ein Wasserlauf im Lake District, Cumbria, England.
Der Blea Beck entsteht als Abfluss des Stony Tarn in dessen Südwesten. Er fließt in südlicher Richtung bis zu seiner Mündund in den River Esk.